# Алагирський район
Алагирський район (рос. Алагирский район, ос. Алагиры муниципалон район) — адміністративна одиниця республіки Північна Осетія Російської Федерації.
Адміністративний центр — місто Алагир.

## Адміністративний поділ
До складу району входять одне міське та 20 сільських поселень:
1. Алагирське міське поселення (місто Алагир)
2. Бірагзанзьке сільське поселення (село Верхній Бірагзанг, село Нижній Бірагзанг)
3. Буронське сільське поселення (селище Бурон)
4. Горно-Карцинське сільське поселення (село Горна Карца, село Гусира)
5. Дзуарікауське сільське поселення (село Дзуарікау, село Тагардон)
6. Зарамазьке сільське поселення (село Нижній Зарамаг, село Верхній Зарамаг, село Варце, село Горі, село Згіл, село Камсхо, село Калак, село Кліат, село Лісрі, село Сагол, село Сатат, село Тіб, село Тібслі, село Тібелі, село Худісан, село Цмі)
7. Згідське сільське поселення (селище Верхній Згід, селище Нижній Згід)
8. Красноходське сільське поселення (село Красний Ход)
9. Майрамадазьке сільське поселення (село Майрамадаг, село Кодахджин)
10. Мізурське сільське поселення (село Мізур, село Архон, село Бад, село Дайкау, село Ногкау)
11. Нарське сільське поселення (село Нар, село Єлгона, село Єцина, село Зрігатта, село Потифаз, село Регах, село Саубин, село Сахсат, село Сіндзісар, село Слас, село Тапанкау, село Цасем, село Цемса)
12. Ногкауське сільське поселення (село Ногкау, село Цаліково)
13. Рамоновське сільське поселення (селище Рамоново)
14. Садонське сільське поселення (селище Садон, село Курайтта, село Ход)
15. Суадазьке сільське поселення (село Суадаг)
16. Унальське сільське поселення (село Нижній Унал, село Верхній Унал, село Біз, село Дагом, село Донісар, село Зінцар, село Урсдон, село Цамад)
17. Фіагдонське сільське поселення (селище Фіагдон, село Харісджин, село Хідікус, село Лац, село Урікау, село Цміті, село Барзікау, село Даллагкау, село Дзівгіс, село Дзуарікау)
18. Хаталдонське сільське поселення (село Хаталдон)
19. Холстинське сільське поселення (селище Холст)
20. Цейське сільське поселення (село Нижній Цей, село Верхній Цей, село Абайтикау, селище Будинок відпочинку «Цей», селище Табір «Буревісник», селище Табір «Торпедо», селище Табір «Осетія», село Хукалі)
21. Црауське сільське поселення (село Црау)